# Liste des sénateurs belges (législature 1965-1968)
Pour les articles homonymes, voir Liste des sénateurs belges.
Liste des sénateurs pour la législature 1965-1968 en Belgique, à la suite des élections législatives  par ordre alphabétique.

## Président
- Paul Struye

## Membres

### de droit
- S.A.R. Mgr. le Prince Albert de Belgique

### élus
1. Paul Akkermans (nl) (arr.Anvers)
2. Jean Allard (arr. Liège)
3. Henricus Ballet (nl) (arr.Anvers)
4. Jean Baltus (arr.Verviers)
5. Marcel Barzin (arr.Bruxelles)
6. Jan Bascour (arr.Bruxelles)
7. Richard Beauthier (arr.Bruxelles)
8. Antoon Beck (nl) (arr.Audenarde-Alost)
9. Albert Bogaert (nl) (arr. Bruges)
10. Omaar Carpels (nl) (arr. Bruges)
11. Edmond Coppens (arr. Audenarde-Alost)
12. Gaston Crommen, 1er vice-président (arr. Gent-Eeklo)
13. Emile Cuvelier (nl) (Arr. Audenarde-Alost)
14. comte Charles d'Aspremont-Lynden (arr. Namur/Dinant-Philippeville)
15. Carlos De Baeck (arr. Anvers)
16. August De Boodt (nl) (arr. Malines-Turnhout)
17. Albert De Clerck (arr. Courtrai-Ypres)
18. Constant De Clercq (nl) (arr.Malines-Turnhout)
19. Leopold Decoux (nl) (arr.Louvain)
20. Joseph De Grauw (arr.Bruxelles)
21. Théo Dejace (arr.Liège)
22. Roger Dekeyzer (arr. Anvers)
23. Charles Deliège (arr. Charleroi-Thuin)
24. René Deliège (arr. Charleroi-Thuin)
25. Fernand Delmotte (arr. Mons-Soignies)
26. Robert De Man, questeur (arr.Courtrai-Ypres)
27. Abdon Demarneffe, secrétaire (arr. Hasselt-Tongres-Maaseik)
28. DrGérard De Paep (nl) (arr. Termonde/Saint-Nicolas)
29. Maurice Dequeecker (nl) (arr. Anvers)
30. Armand De Rore (nl) (arr.Courtrai-Ypres)
31. Pierre Descamps, questeur (arr.Tournai-Ath)
32. chevalier Erard de Schaetzen (arr. Hasselt-Tongres-Maaseik)
33. chevalier Paul de Stexhe[1] (arr. Charleroi-Thuin)
34. Emile De Winter (arr. Bruxelles)
35. André Dua (nl) (arr.Gand-Eeklo)
36. Jean Dulac (arr.Tournai/Ath/Mouscron)
37. Gustave Dutrieux (arr.Nivelles) († 14.7.1965) remplacé 29.7.1965 par Jean Verstappen
38. Leo Elaut (arr. Gand-Eeklo)
39. Gaston Eyskens[2] (arr.Louvain)
40. Jacques Franck (arr. Bruxelles)
41. Jean Gillet (arr.Verviers)
42. Germain Gilson (arrts du Luxembourg)
43. Charles Hanin (arrts du Luxembourg)
44. Hyacinth Harmegnies, questeur (arr.Mons/Soignies)
45. Charles Héger[3] (arr. Namur/Dinant-Philippeville)
46. Alfred Henckaerts (arr.Liège)
47. Gaston Hercot (arr. Charleroi-Thuin)
48. César Heylen (arr. Hasselt-Tongres-Maaseik)
49. Frans Houben (arr.Malines-Turnhout) (jusqu'au 1.3.1968) remplacé 31.3.1968 par Jef Ramaekers
50. Norbert Hougardy (arr. Bruxelles)
51. Georges Housiaux (arr.Huy-Waremme)
52. Jacques Jottrand (arr. Mons-Soignies)
53. Odilon Knops (arr. Hasselt-Tongres-Maaseik)
54. Robert Lacroix (arr. Namur-Dinant-Philippeville)
55. Léonce Lagae (arr.Louvain)
56. André Lagasse (arr.Bruxelles)
57. Hilaire Lahaye, secrétaire (arr. Courtrai-Ypres)
58. Lambert (arr.Huy-Waremme)
59. Rafael Lecluyse (arr.Roulers-Tielt)
60. Philippe le Hodey (arrts du Luxembourg) († 16.9.1966)
61. Albert Lilar (arr. Anvers)
62. Edmond Machtens, questeur (arr. Bruxelles)
63. Henri Maisse (arr.Liège)
64. Laurent Merchiers (arr.Gand-Eeklo)
65. Willem Mesotten (arr.Hasselt-Tongres-Maaseik)
66. Raymond Miroir (arr. Furnes-Dixmude-Ostende)
67. Nestor Miserez (arr.Charleroi-Thuin) († 18.08.1968)
68. Andries Mondelaers (arr. Hasselt/Tongres-Maaseik)
69. Henri Moreau de Melen 2e vice-président  (arr. Liège)
70. Charles Moureaux (arr.Bruxelles)
71. Victor Nieuwborg (arr.Bruxelles)
72. René Noël (arr.Mons-Soignies)
73. Joseph Oblin, questeur (arr. Mons-Soignies)
74. Jan Piers (nl) (arr.Furnes-Dixmude-Ostende)
75. Hubert Pontus (arr.Verviers) († 1968)
76. R. Remson (arr.Charleroi-Thuin)
77. John Roelants (arr. Malines-Turnhout)
78. Robert Roosens (arr.Anvers)
79. Oktaaf Scheire (arr. Gand-Eeklo)
80. Walther Simoens (arr. Bruges)
81. Aloïs Sledsens (arr.Anvers)
82. Albert Smet (nl) (arr. Termonde/Saint-Nicolas)
83. chevalier Albert Snyers d'Attenhoven (arr.Bruxelles)
84. Albert Strivay (arr.Liège)
85. Paul Struye, président (arr. Bruxelles)
86. Jeroom Stubbe, secrétaire (arr. Courtrai-Ypres)
87. Michel Toussaint (arr.Namur/Dinant-Philippeville)
88. Isidoor Trappeniers (arr. Bruxelles)
89. Léon-Éli Troclet (arr. Liège)
90. Omer Vanaudenhove(arr.Louvain)
91. Renaat Van Bulck (arr. Anvers)
92. Karel Van Cauwelaert de Wyels (arr.Bruxelles)
93. André Van Cauwenberghe[4] (arr. Charleroi-Thuin)
94. Geeraard Van Den Daele (arr.Gand-Eeklo)
95. Dieudonné Vander Bruggen, secrétaire (arr. Audenarde-Alost)
96. Herman Vanderpoorten (arr.Malines-Turnhout)
97. Henricus Van Donick, secrétaire (arr. Malines-Turnhout)
98. Bernard Van Hoeylandt (nl) (arr. Termonde/Saint-Nicolas)
99. Jozef Van In (arr. Malines-Turnhout)
100. Liban Van Laeys (nl) (arr. Termonde-Saint-Nicolas)
101. Piet Vermeylen (arr. Bruxelles)
102. Jean Verstappen (arr. Nivelles)
103. Raoul Vreven (arr.Hasselt-Tongres-Maaseik)
104. baron Pierre Warnant, 3e vice-président
105. Joseph Wiard (nl) (arr. Bruxelles)
106. Mlle Gisèle Wibaut (arr. Tournai-Ath-Mouscron)
107. Wyn (arr.Anvers)

### provinciaux
- Ernest Adam[5]
- Victor Barbeaux
- Georges Beauduin
- Georges Beghin
- August Belaen (nl)
- Victor Billiet
- Frans Block
- Jean-Florian Collin
- Marcel Coucke (nl)
- Joseph Custers (nl)
- F. Cuvelier
- D. Daman
- Armand De Baer (nl)
- Jean Debucquoy (nl)
- Hubert De Groote (nl)
- Georges Dejardin
- Stanislas De Rijck (nl) († 20.9.1968)
- Renaat Diependaele
- Abel Dubois
- Alphonse Ferret
- Simon Flamme
- Charles Gendebien
- Hanssen
- Robert Houben
- Mme Marguerite Jadot ép. Vermeire
- Wim Jorissen (nl)
- Victor Leemans
- Leruse
- Hubert Leynen (nl)
- Jacques Ligot
- Jozef Magé
- Joseph Moreau de Melen (depuis 18.4.1964)
- Maurice Olivier
- Parmentier
- Gilbert Pede
- Justin Peeters
- Karel Poma
- François Robyns
- Jozef Smedts
- Jean Terfve
- Arsène Uselding
- Gérard Vandenberghe
- Marcel Vandenbussche
- Octaaf Van den Storme
- Lucien Vanopbroecke
- Octaaf Verboven
- Karel Verschelden
- Armand Verspeeten
- Charles Willems (nl)

### cooptés
- Robert Ancot
- Pierre Ansiaux
- Marcel Busieau
- Henri Cugnon
- Fernand Dehousse[6]
- Étienne de la Vallée Poussin
- Robert Gillon
- Jacques Hambye
- Paul Herbiet
- Raf Hulpiau
- Pieter Lambrechts
- André Laurent
- Dieudonné Martens
- Gerard Philips
- Henri Rolin
- Paul Segers[7]
- Léon Servais[8]
- Isidore Smets
- Elie Van Bogaert (nl)[9]
- Jos Van Cleemput
- Robert Vandekerckhove
- Gabriël Vandeputte
- Jean Van Houtte
- Edgard Van Pé